# زینب بنت جحش
زینب دختر جَحش (به عربی: زينب بنت جحش) از زنان محمد  بود.
مادرش امیمه بنت عبدالمطلب بن هاشم بن عبد مناف بن قصی بود. وی دختر عمه محمد بود که محمد او را به ازدواج پسرخوانده اش زید پسر حارثه درآورد. زید بن حارثه قبلاً بردهٔ محمد بود، سپس محمد آزادش کرد و او را به فرزندخواندگی خود پذیرفت. پس از آن زینب از زید طلاق گرفت و محمد با او ازدواج کرد.

## ازدواج با محمد
بنا به روایتی اسلامی که به نظر اکثر اسلام‌شناسان غربی تاریخی است، اندکی پس از هجرت به مدینه، پسرخوانده محمد، زید بن حارثه، با دختر عمه محمد، زینب بنت جحش، ازدواج کرد. مطابق این روایت روزی محمد به خانهٔ زید رفت اما در نبود زید، همسرش زینب را در خانه تنها و نیمه‌برهنه یافت. زینب برخاست تا بدن خود را بپوشاند و در همین زمان، محمّد ناخواسته عاشق او شد. اندکی بعد که زید از موضوع خبردار شد، به محمّد پیشنهاد داد که از زینب طلاق بگیرد تا او با وی ازدواج کند. محمّد پیشنهاد زید را رد کرد اما سورهٔ احزاب۳۷ اجازهٔ این ازدواج را به او داد.
(به خاطر بیاور) زمانی را که به آن کس که خداوند به او نعمت داده بود و تو نیز به او نعمت داده بودی می‌گفتی: «همسرت را نگاه‌دار و از خدا بپرهیز»؛ و در دل چیزی را پنهان می‌داشتی که خداوند آن را آشکار می‌کند؛ و از مردم می‌ترسیدی در حالی‌که خداوند سزاوارتر است که از او بترسی هنگامی که زید از آن زن جدا شد، ما او را به همسری تو درآوردیم تا مشکلی برای مؤمنان در ازدواج با همسران پسر خوانده‌هایشان — به‌ویژه هنگامی که از اینان حاجت خویش را برآورند — نباشد؛ و فرمان خدا انجام‌شدنی است.— قرآن، سورهٔ احزاب
مطابق این روایت در ادامه، رسم فرزندخواندگی که پیش از اسلام نیز نزد اعراب رایج بود، ملغی شد که در نظر محققان غربی، بیم محمّد از آن‌که رابطه‌اش با زینب در دید مردم زنای محارم محسوب شود، مسببش بوده‌است.
دیوید پاورز در مقابل استدلال می‌کند که آیات ۳۷–۴۰ سورهٔ احزاب بعد از مرگ محمد به قرآن افزوده شده و ماجرای ازدواج محمد با زینب با الگوگیری از داستان‌های کتاب مقدس به این منظور توسط مسلمانان ایجاد شد که فسخ فرزندخواندگی زید را ممکن سازد تا عقیدهٔ آخرین پیامبر بودن محمد را تثبیت کند. امیره سنبل می‌گوید لغو فرزندخواندگی در چارچوب تلاش قرآن برای ایجاد یک نظام اجتماعی جدید و منسجم بوده‌است که در آن نظام هسته‌ای خانواده جایگزین قبیله گرایی شده‌است و در پرتو آن فرزند خوانده بر اساس برابری با فرزند طبیعی، از خانواده جدید ارث نمی‌برد و با آنها محرم نیست.
مستشرقانی که در آغاز قرن بیستم فعال بودند، به پیروی از جدلیانِ مسیحیِ قرونِ وسطی، عقیده داشتند که محمد فرزندخواندگی را برای ارضای تمایلات جنسی خود لغو کرده‌است.

## دیدگاه شیعه
ماجرای زینب به روایت مخالفان به شرح زیر است:
«روزی محمد برای دیدار پسر خوانده‌اش زید، رهسپار خانهٔ او شد. زید با زینب بنت حجش، دختر عموی محمد که زن بسیار زیبایی بود ازدواج کرده بود. در آن روز زید در خانه نبود و زینب که کم‌وبیش نیمه‌برهنه بود، در را به روی محمد باز کرد و او را به درون خانه فراخواند. زیبایی زینب از بدن نیمه‌برهنه‌اش آشکار شده بود و محمد را در جا میخکوب کرد. پس از لختی سکوت، محمد اظهار داشت: «فتبارک الله الحسن الخالقین» سپس خانهٔ زید را ترک کرد. هنگامی که زید به خانه برگشت و زینب رویداد رخ داده را به اطلاعش رساند، زید یکسره نزد محمد رفت و اظهار داشت که میل دارد زنش را طلاق دهد. اما محمد مخالفت کرده و گفت: «از الله بترس و همسرت را نگه دار». زید که درک کرده بود عشق زینب در دل محمد خانه کرده‌است، او را طلاق داد ولی محمد از ترس سرزنش مردم، هنوز در ازدواج با زینب تردید داشت. علاوه بر آن در سنت عرب، پسرخوانده با پسر تفاوتی نمی‌کرد و عرب‌ها ازدواج با همسرِ پسرخوانده را ازدواج با محارم به‌شمار می‌آوردند؛ ولی بنا بر رسم معمول همیشگی، آیه‌هایی از طرف الله به محمد وحی شد و به او جرأت داد تا این هنجار را نقض کند. به‌طوری‌که در روزی که محمد در خانه عایشه بود، به گونه‌ای ناگهانی وارد یکی از غش و ضعف‌های هنگام وحی گردید. هنگامی که از آن حالت بیرون آمد، اظهار داشت: «چه کسی نزد زینب خواهد رفت و به او شادباش خواهد گفت، زیرا، الله ازدواج او را با من تجویز کرده‌است» 
این روایت را افرادی چون
علامه مجلسی و محمد بن جریر طبریرا با کمی اختلاف نقل کرده‌اند. این داستان تا پایان قرن اول هجری به گوش مسیحیان نیز رسیده بوده، چنان‌که لئون سوم، امپراتور روم شرقی (حک. ۷۱۷ – ۷۴۱ م)، در نامه‌ای به عمر بن عبدالعزیز، خلیفهٔ اموی (حک. ۹۹ – ۱۰۱ ه‍. ق/۷۱۷–۷۲۰ م)، می‌گوید محمّد زنی به نام «زدا» را اغفال کرده‌است.

روایتی که مراجع اسلام به آن استناد می‌کنند روایت انس است. بر طبق این روایت، زید به قصد شکایت از زینب به نزد محمد رفت. نه به قصد پیش قدم شدن برای ازدواج زینب با محمد. محمد او را به ترس از خدا و نگه داشتن زنش نصیحت کرد.
به اعتقاد موافقان، داستان ازدواج محمد با زینب بنت حجش با تمام صراحتی که در قرآن آمده و هدف آن شکستن یک سنت جاهلی در ارتباط با ازدواج با همسر مطلقه فرزندخوانده معرفی شده، باز مورد سوءاستفادهٔ دشمنان اسلام شده که خواسته‌اند از آن یک داستان عشقی بسازند تا شخصیت محمد را با آن آلوده کنند و برای این کار احادیث مشکوک یا مجعولی را دستاویز قرار داده‌اند. از جمله اینکه نوشته‌اند:
«هنگامی که پیامبر برای حالپرسی زید به خانه او آمد همین‌که در را گشود چشمش به جمال زینب افتاد، و گفت: سبحان الله خالق النور تبارک الله احسن الخالقین !: (منزه است خداوندی که خالق نور است و جاوید و پر برکت است خدائی که احسن الخالقین می‌باشد) و این جمله را دلیلی بر علاقه محمد به زینب گرفته‌اند. درحالی‌که شواهد روشنی -قطع نظر از مسئله نبوت و عصمت- در دست است که این افسانه‌ها را تکذیب می‌کند. نخست اینکه: زینب دختر عمه پیامبر بود و در محیط خانوادگی تقریباً با او بزرگ شده بود، پیامبر شخصاً او را برای زید خواستگاری کرد، و اگر زینب جمال فوق‌العاده‌ای داشت و فرضاً جمال او جلب توجه محمد را کرده بود، نه جمالش امر مخفی بود و نه ازدواج با او قبل از این ماجرا مشکلی داشت، بلکه با توجه به اینکه زینب هیچ‌گونه تمایلی برای ازدواج با زید نشان نمی‌داد بلکه مخالفت خود را صریحاً، بیان کرد، و کاملاً ترجیح می‌داد همسر پیامبر شود به‌طوری‌که وقتی پیامبر به خواستگاری او برای زید رفت خوشحال شد زیرا تصور می‌کرد محمد او را برای خود خواستگاری می‌کند، اما بعداً با نزول آیه قرآن و امر به تسلیم در برابر فرمان خدا و پیامبر تن به ازدواج با زید داد. با این مقدمات چه جای این توهم که او از چگونگی زینب با خبر نباشد؟ و چه جای این توهم که تمایل ازدواج با او را داشته باشد و نتواند اقدام کند؟ دیگر اینکه هنگامی که زید برای طلاق دادن همسرش زینب به پیامبر مراجعه می‌نماید پیامبر بارها او را نصیحت می‌کند و مانع این طلاق می‌شود، این خود شاهد دیگری بر نفی آن افسانه‌ها است. از سوی دیگر قرآن با صراحت هدف این ازدواج را بیان کرده تا جائی برای گفتگوهای دیگر نباشد. از سوی چهارم در آیات فوق خواندیم که خدا به پیامبر می‌گوید: (در ماجرای ازدواج با همسر مطلقه زید جریانی وجود داشت که پیامبر از مردم می‌ترسید در حالی که باید از خدا بترسد) از دیدگاه مسلمانان مسئله ترس از خدا نشان می‌دهد که این ازدواج به عنوان یک وظیفه انجام شده که باید به خاطر پروردگار ملاحظات شخصی را کنار بگذارد تا یک هدف مقدس الهی تأمین شود، هر چند به قیمت انتقاد منتقدان و متهم ساختن محمد تمام گردد.»

## آیه‌های یادشده
1. ↑  احزاب، ۴–۵

1. ↑   نام کامل وی: زینب بنت جحش بن ریاب بن یعرب بن صبره بن مره بن کبیر بن غنم بن دودان بن أسد بن خزیمه